# 秋日驟雨
《秋日驟雨》（韓語：가을 소나기）是韓國MBC於2005年9月21日起播放的水木迷你連續劇。因同時段KBS《玫瑰色人生》佔據大部份收視率，此劇曾創下5年來收視新低，最低達2.3%。

## 劇情介紹
朴妍瑞與李奎恩從小就是一對好朋友，大學畢業後，奎恩在大學研究，而妍瑞就努力尋找有關建築設計的工作。妍瑞在參加暑期義務建設工作時，遇上建築公司社長崔潤宰，在潤宰的介紹下，進入他的工司工作，並對他有好感；另一方面，奎恩工作的研究大樓是潤宰設計的，在潤宰與妍瑞參加暑期義務建設工作時，大樓停電了，因此，潤宰趕回來幫助並認識了奎恩，奎恩也對潤宰有好感，其後，因為妍瑞不想為男人而與朋友有衝突，而對奎恩保持沉默……
奎恩與潤宰不久成為戀人，最後更結為夫婦，在背後的妍瑞也只好為他們祝福。就在奎恩與潤宰甜蜜地去新婚旅行時，潤宰駕駛的車發生交通意外，奎恩重傷昏迷不醒，成了植物人。潤宰堅持要照顧奎恩，妍瑞也幫助他，可是，潤宰卻知道了妍瑞對他的感情。痛苦的妍瑞為了逃避潤宰的感情，跑到美國讀書，暗戀著妍瑞的秀衡只好接受。
兩年後，妍瑞回來了，面對著潤宰，兩人同樣因為照顧奎恩而感到痛苦，在彼此安慰對方時，兩人重新燃起愛火；不知情的秀衡成了同是好朋友的奎恩的主診醫生，並當潤宰是好兄弟。為了忘記對奎恩的罪疚感，潤宰與妍瑞一起逃到一個沒人認識生活。此時，在首爾的奎恩漸漸恢復意識。潤宰知道消息後，趕回首爾照顧奎恩，妍瑞也只好回來生活。潤宰陪伴著奎恩，幫助奎恩康復，兩人回復到意外前的婚姻生活；秀衡知道妍瑞不愛他，但他仍站在妍瑞的身後支持她，而妍瑞卻發現她已懷有潤宰的骨肉……

## 演員陣容
| 演員   | 角色   | 粵語配音 | 介紹 |
| 吳智昊 | 崔潤宰 | 陳廷軒   | 他有個在音樂大學當教授的父親和有教養的母親。在優越的家庭環境裡，無憂無慮長大成人。具有豐富的人文學教養，良好的性格，充沛的精力，且幽默風趣。另外，他是個以健康的哲學積極上進的少見的男人。他雖然被很多女人追求，但男女關係卻不復雜。與他那帥氣的外表不同的是，站在漂亮的女人面前，偶爾還會害羞，具有難得的單純的一面。他跟與自己志同道合的同窗們成立了一家建築公司。賺了錢後，買地蓋房子，然後把蓋好的漂亮的房子送給那些貧困家庭。在這個複雜的社會，他用自己的原則和正直打理公司，被選為最受尊敬的年輕CEO。具有超人的魅力，在社會上受人尊敬的完美男人。太太成為植物人以後，在精心看護太太的過程中，與太太的好友妍瑞陷入了愛河。自從真心愛上兩個女人，深處進退兩難境地，成為了同情和被人指責的對象。 |
| 鄭麗媛 | 朴妍瑞 | 程文意   | 為了逃避離異的父親的暴力，把朋友奎恩那里當作避風港，一起在友情的滋潤下成長。有著扭曲的父愛觀和對於男人的看法。喜歡甚至崇拜能力出眾的奎恩。雖然性格開朗，活潑，但卻是一個沒有目標，散漫，不知道要做什麼的可愛的女孩子。自己的計劃和夢想都是非常宏偉，但總會因為各種理由不能付諸實際行動。膽小，而且決定事情時，有些猶豫不決。雖然她也想說出自己心中的想法，但真要她說的時候，她卻猶豫，無法表達自己心中的滿腔熱情。但她是個不會掩飾自己喜怒哀樂的人。雖然她一個人不敢做什麼大事，但有時跟奎恩在一起，就會膽量大增，像變了個人一樣，做出些滑稽可笑的事情來。聽了貴銀的建議，她發揮自身能力，找到了適合自己的室內裝修設計，並且做得很好。當她得知自己喜歡的男人潤宰，也是奎恩喜歡的人之後，主動做出了讓步。從蜜月旅行回來的奎恩變成植物人後，她在照顧奎恩時，被奎恩的丈夫潤宰的人格魅力所感動，令她更加深愛潤宰，並在愛情和友情之間困惑迷茫。 |
| 金素妍 | 李奎恩 | 鄭麗麗   | 從小聰明伶俐。強烈的自尊心使她從來沒有放棄過全校第一名。在艱難的環境中，獲得了各種獎學金，並以優異成績大學畢業。獲勝心理和挑戰心理強烈，堅定果斷。比較內向，話少，只說自己要說的話。不大表現自己的感情，只喜歡在自己的不為人知的世界裡生活。朋友不多，屬於那種深交的比較冷靜的類型。為人佔有欲比較強，是個毫無保留，能把自己所能給予的一切交給對方的仗義派人物。幼小失去父親，高三時母親又因交通事故與世長辭。從此，她與妍瑞相依為命。表面剛強，其實內心深處隱藏著孤獨與不安。喜歡射擊，水平可達到參加奧運會的水準。是國內年齡最小的博士，最年輕的教授，不治之症新藥開發研究室的核心人物。夢想獲得諾貝爾獎。可是，與有生以來第一次愛上的男人潤宰結婚後，在蜜月途中，因一場交通事故成為了植物人。 |
| 李天熙 | 金秀衡 | 黃榮璋   | 從大學開始，與奎恩和妍瑞的關係就很不錯。性格隨和，善於接受別人。他像中性人那樣，與奎恩和妍瑞無話不談。他是腦神經學領域的醫生，要治療成為植物人的奎恩。內心深處暗戀著妍瑞。 |

## 外部連結
- 韓國MBC官方網站 （页面存档备份，存于） 
- 臺灣東森官方網站（繁體中文）

| MBC 水木劇                                           | MBC 水木劇                                       | MBC 水木劇 |
| ---------------------------------------------------- | ------------------------------------------------ | ---------- |
|                                                      | 秋日驟雨 （2005年9月21日 - 2005年11月10日）      |            |
| 我們應對離別的方式 （2005年7月27日 - 2005年9月15日） | 英才的全盛時代 （2005年11月16日 - 2006年1月5日） |            |

| 臺灣 東森戲劇台 星期一至五 21:00 - 22:00           | 臺灣 東森戲劇台 星期一至五 21:00 - 22:00       | 臺灣 東森戲劇台 星期一至五 21:00 - 22:00 |
| -------------------------------------------------- | ---------------------------------------------- | ---------------------------------------- |
|                                                    | 秋天的驟雨 （2006年10月16日 - 2006年11月14日） |                                          |
| 老天爺啊！給我愛 （2006年6月2日 - 2006年10月16日） | 火花遊戲 （2006年11月15日 - 2006年12月18日）   |                                          |